# Lettlands landskap

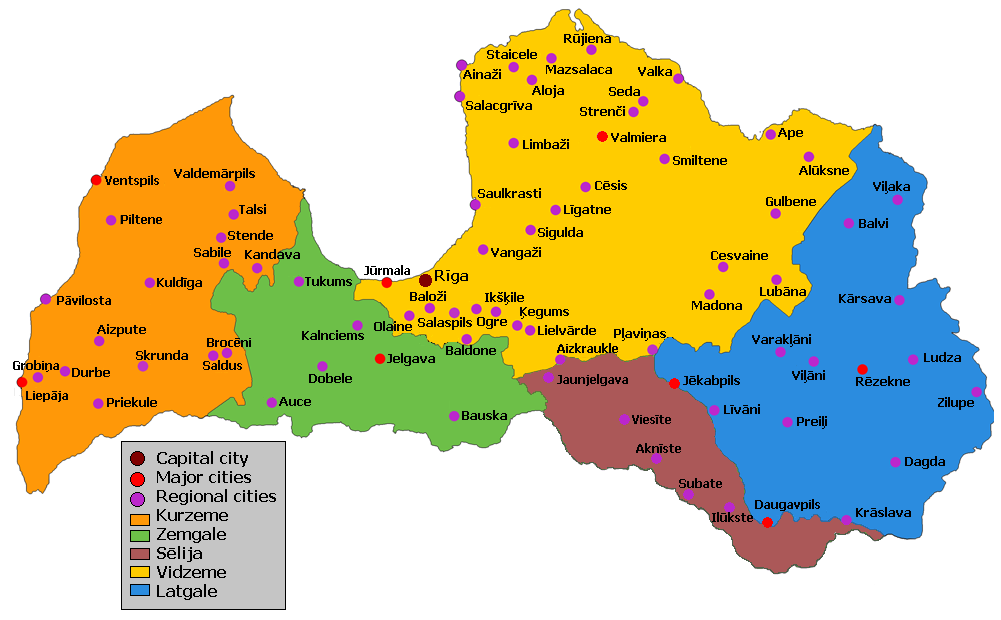
Lettlands landskap och städer

Lettlands landskap, provinser 1919–1940:
- Kurland (Kurzeme på lettiska, Kurāmō på liviska), den västligaste delen av Lettland, som består av städerna Liepāja och Ventspils och kommunerna Aizpute, Alsunga, Brocēni, Dundaga, Durbe, Grobin, Kandava, Kuldīga, Nica, Pāvilosta, Priekule, Rojas, Rucava, Saldus, Skrunda, Talsi, Vaiņode och Ventspils.

- Lettgallen (Latgale på lettiska, Latgola på lettgalliska), är den del av Livland som fortfarande tillhörde Polsk-litauiska samväldet efter Stilleståndet i Altmark år 1629. Det omfattar distrikten Balvi, Krāslava, Ludza, Preiļi, och Rēzekne, samt delar av Daugavpils och Jēkabpils distrikt norr om Daugava-floden.

- Livland (Vidzeme på lettiska, Vidūmō på liviska) omfattar endast en liten del av traditionella Livland. Det nutida Livland är den lettiska delen av svenska Livland och Riga. Det motsvarar ungefär de tidigare distrikten Alūksne, Cēsis, Gulbene, Limbaži, Madona, Valka, och Valmiera, samt delar av Aizkraukle, Ogre och Riga distrikt norr om Daugava-floden.

- Semgallen (Zemgale på lettska) är den centrala delen av Lettland, och avgränsas av Kurland i väster, Rigabukten, Daugava-floden och Vidzeme i norr, Selonia i öster och den litauiska gränsen i söder. Semgallen består av staden Jelgava och kommunerna Auce, Baldone, Bauska, Dobele, Engure, Iecava, Jaunpils, Jelgava, Ozolnieki, Rundale, Tērvete, Tukums och Vecumnieki. I det historiska landskapet Semgallen ingår också den norra delen av provinsen Šiauliai i Litauen.

- Selonien (på lettiska Selija eller Augszeme) anses ofta vara en del av Semgallen. Selonien omfattar östra delen av det territorium som räknades till provinsen Semgallen år 1939, ungefär motsvarande delar av de forna distrikten Aizkraukle, Daugavpils och Jēkabpils söder om Daugava-floden. Det traditionella Selonien omfattar också en del av nordöstra Litauen.